# Maxim Igorewitsch Gratschow
Maxim Igorewitsch Gratschow (russisch Максим Игоревич Грачёв; englische Transkription: Maxim Igorevich Gratchov; * 26. September 1988 in Nowosibirsk, Russische SFSR) ist ein ehemaliger russischer Eishockeyspieler, der im Verlauf seiner aktiven Karriere zwischen 2004 und 2013 unter anderem 46 Spiele in der American Hockey League (AHL) auf der Position des linken Flügelstürmers bestritten hat. Darüber hinaus absolvierte Gratschow weitere 33 Partien in der Kontinentalen Hockey-Liga (KHL).

## Karriere

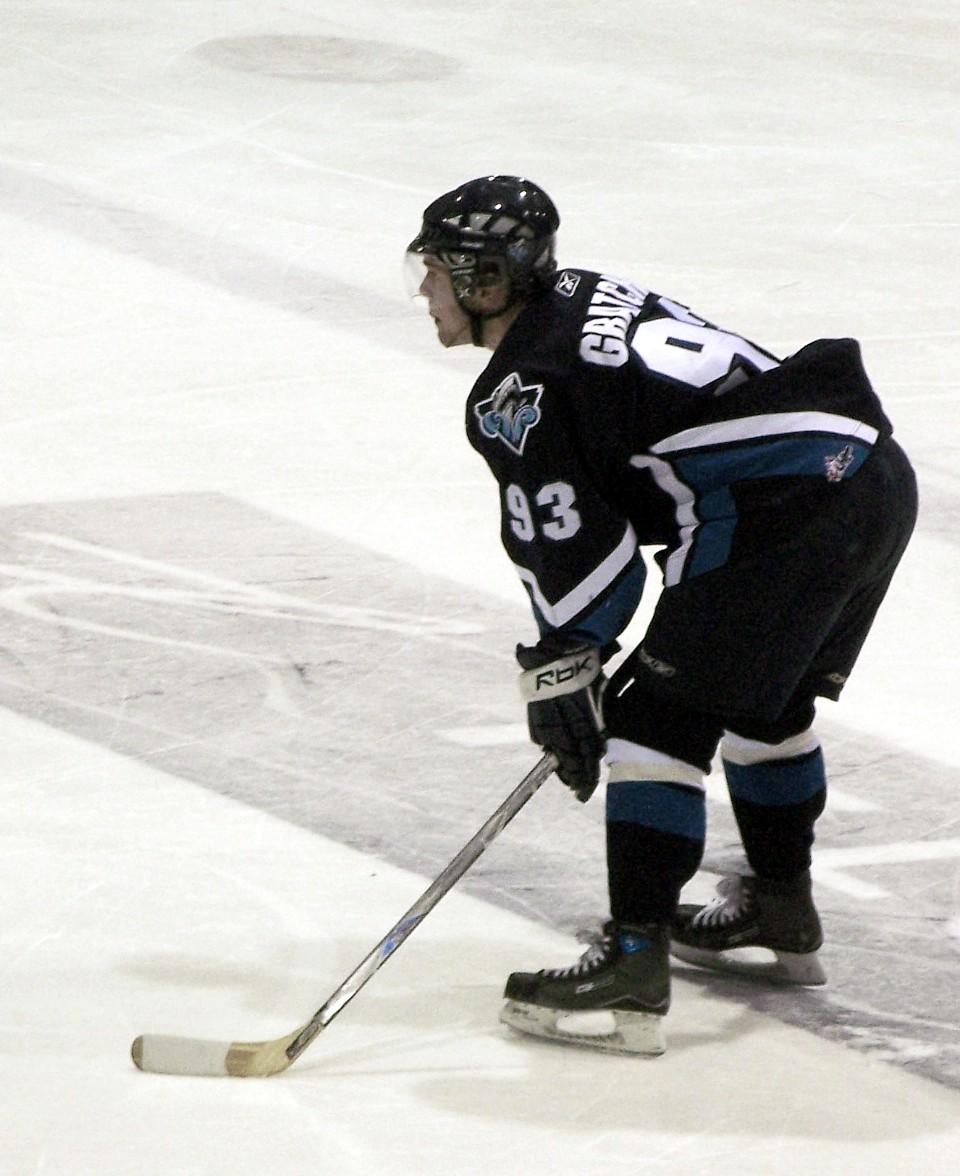
Gratschow im Trikot der Océanic de Rimouski (2008)

Maxim Gratschow begann seine Karriere als Eishockeyspieler in der kanadischen Juniorenliga Ligue de hockey junior majeur du Québec (LHJMQ), in der er von 2004 bis 2009 für die Remparts de Québec, Océanic de Rimouski und Lewiston MAINEiacs aktiv war. In diesem Zeitraum wurde der Flügelspieler im NHL Entry Draft 2007 in der vierten Runde als insgesamt 106. Spieler von den New York Islanders aus der National Hockey League (NHL) ausgewählt. Für deren Farmteam, die Bridgeport Sound Tigers aus der American Hockey League (AHL), gab der Russe gegen Ende der Saison 2008/09 sein Debüt im professionellen Eishockey, als er jeweils in einem Spiel der regulären Saison sowie der Playoffs um den Calder Cup auf dem Eis stand.
Die Saison 2009/10 verbrachte Gratschow hauptsächlich bei den Elmira Jackals aus der ECHL, kam jedoch darüber hinaus für die Binghamton Senators und Rochester Americans in der AHL zum Einsatz. Zur Saison 2010/11 kehrte er in seine Heimat zurück, als er einen Vertrag bei Sewerstal Tscherepowez aus der Kontinentalen Hockey-Liga (KHL) unterzeichnete. Im September 2011 kehrte der Stürmer zu den Binghamton Senators zurück, die ihn meist in der ECHL bei den Elmira Jackals einsetzten. Im Januar 2012 gaben ihn die Senators an die Springfield Falcons ab, diese schickten ihn wiederum zu den Chicago Express in die ECHL.
Da er sich in Nordamerika nicht durchsetzen konnte, kehrte Gratschow im Juli 2012 nach Russland zurück und wurde vom HK Sibir Nowosibirsk aus der KHL verpflichtet. Nach 16 KHL-Partien für Sibir, in denen er keinen Scorerpunkt erzielt hatte, verließ Gratschow den Klub im Dezember desselben Jahres und wurde vom HK Lada Toljatti aus der zweitklassigen Wysschaja Hockey-Liga unter Vertrag genommen. Nach der Spielzeit 2012/13 beendete er seine aktive Karriere.

## Erfolge und Auszeichnungen
- 2007 Teilnahme am CHL Top Prospects Game
- 2010 Teilnahme am ECHL All-Star Game

## Karrierestatistik
(Legende zur Spielerstatistik: Sp oder GP = absolvierte Spiele; T oder G = erzielte Tore; V oder A = erzielte Assists; Pkt oder Pts = erzielte Scorerpunkte; SM oder PIM = erhaltene Strafminuten; +/− = Plus/Minus-Bilanz; PP = erzielte Überzahltore; SH = erzielte Unterzahltore; GW = erzielte Siegtore; 1 Play-downs/Relegation; Kursiv: Statistik nicht vollständig)